# Sorption
Sorption ist eine Sammelbezeichnung für Vorgänge, die zu einer Anreicherung eines Stoffes innerhalb einer Phase oder auf einer Grenzfläche zwischen zwei Phasen führen. Die Anreicherung innerhalb einer Phase nennt man genauer Absorption, die an der Grenzfläche Adsorption. James William McBain führte 1909 den Oberbegriff Sorption für Prozesse ein, bei denen nicht eindeutig zwischen Ad- und Absorption unterschieden werden kann. 
Der sorbierende Stoff wird Sorbens, der Sorbent oder das Sorptionsmittel genannt. Der noch nicht sorbierte Stoff wird als Sorptiv bezeichnet, während er nach der Sorption Adsorpt bzw. Absorpt genannt wird. Das System aus an- bzw. eingelagertem (sorbiertem) Stoff mit dem Sorptionsmittel zusammen wird als Sorbat bezeichnet.

## Einteilung
Die Ursachen für Sorption sind in der Regel physikalische Wechselwirkungen zwischen Sorbent und Sorbat. Sorption ist ein Gleichgewichtsprozess zwischen Aufnahme und Abgabe (Desorption) eines Stoffes. Liegt kein Gleichgewicht vor, wird ein Gleichgewicht angestrebt. Durch Konzentrations- und Temperaturänderungen sowie Verdrängungsreaktionen wird die Sorption beeinflusst und die Lage des Gleichgewichts verschoben. Praktisch wichtig sind Sorptionsprozesse, bei denen bestimmte Stoffe bevorzugt (selektiv) aufgenommen werden. 
- Absorption bezeichnet einen Gleichgewichtsprozess der Einlagerung (und Auslagerung) des Sorptivs aus einer Phase in das Volumen einer anderen Phase. So stellt sich beispielsweise zwischen Luft (eine Gasphase) und Wasser (eine flüssige Phase) ein Gleichgewicht z. B. bezüglich des Sauerstoffgehaltes beider Phasen ein.
- Adsorption ist die Anlagerung (und Ablagerung) eines Stoffes aus einer Phase an die Oberfläche (genauer: Grenzfläche) einer anderen Phase. Das innere Volumen des Sorbent bleibt – im Gegensatz zur Absorption – unbeteiligt und kann eine feste oder flüssige Phase sein. Wichtige chromatografische Verfahren (Adsorptionschromatografie), sowie viele Gasfilter (Atemschutzfilter) beruhen auf Adsorption. 
  - Physisorption (physikalische Adsorption) ist der allgemeine Fall der Adsorption und beruht auf physikalischen Wechselwirkungen des Adsorbats mit der Grenzfläche.
  - Chemisorption (chemische Adsorption) ist ein Sonderfall der Adsorption. Hier kommt es zu chemischen Bindung zwischen Adsorbat und Grenzfläche. Dies kann zu weiteren chemischen Reaktionen führen und ist ein wichtiger Teilschritt der heterogenen Katalyse. Chemisorption findet meist bei viel höheren Temperaturen als eine Physisorption statt und beschränkt sich auf feste Grenzflächen. Die Begriffe Physisorption und Chemisorption werden meist dann verwendet, wenn bestimmte Prozesse beschrieben werden, bei denen klar zwischen chemischen und physikalischen Reaktionen unterschieden werden soll bzw. kann.

Die Begriffe Desorption und Desorbat werden sowohl für die Abgabe adsorbierter, als auch absorbierter Stoffen verwendet.

## Messung & Beschreibung
Die Verteilung eines Stoffs zwischen Sorptionsmittel (z. B. einem Feststoff) und seiner Lösung (z. B. eine wässrige Phase) kann mittels Schüttelversuchen ermittelt werden. Hierbei stellt sich zwischen Sorption und Desorption eines Stoffes ein Gleichgewichtszustand ein. Das Verhältnis der Stoffkonzentrationen in beiden Phasen ist u. a. stark von der Temperatur abhängig. Die mathematische Beschreibung erfolgt mit Sorptionsisothermen.
Die Sorptionsaffinität von Stoffen kann vereinfacht mit dimensionslosen und konzentrationsunabhängigen Verteilungskoeffizienten beschrieben werden, z. B. dem Verteilungskoeffizienten zwischen dem organischen Kohlenstoff im Boden und Wasser, dem Adsorptionskoeffizienten KOC oder log KOC.

## Umweltprozesse
Sorption, insbesondere die Adsorption, spielt beim Verhalten von Schadstoffen in der Umwelt eine wichtige Rolle, z. B. von organischen Schadstoffen in der Luft (Anlagerung an Aerosolpartikel) oder im Untergrund (Anlagerung an Bodenbestandteile oder an Kolloide). Schadstoffe können beispielsweise durch Sorption an Bodenpartikel längerfristig gebunden werden. Schwerwasserlösliche und/oder schwerflüchtige Schadstoffe können durch Sorption an Staubpartikel in der Atmosphäre oder an suspendierte Teilchen im Wasser (auch Bodensicker- und Grundwasser) über weite Strecken transportiert werden.

## Technische Anwendung
Die Sorption findet technische Anwendung in Absorptionskältemaschinen und Adsorptionskältemaschinen. Diese Kältemaschinen spielen z. B. bei gasbetriebenen Campingkühlschränken und der solaren Klimatisierung eine Rolle. Weitere Anwendung findet die Sorption bei der Lufttrocknung mit hygroskopischen (wasserziehenden) Stoffen.